# Sertãozinho FC
Sertãozinho FC is een Braziliaanse voetbalclub uit de stad Sertãozinho in de staat São Paulo in Brazilië. 

## Geschiedenis
De club werd opgericht in 1944. Door een crisis werd de club begin jaren zestig ontbonden. In 1969 werd de club heropgericht en werd dat jaar kampioen van de lokale amateurcompetitie. De club werd een profclub in 1970 en begon in de derde klasse van het Campeonato Paulista. Na twee seizoenen promoveerde de club al naar de tweede klasse. Na vijf seizoenen degradeerde de club terug. In 1981 kon de club terug promoveren. Na een nieuwe degradatie in 1986 keerde de club terug van 1990 tot 1993 en degradeerde dan zelfs twee klassen ineens. In 1995 bereikte de club een absoluut dieptepunt door naar de vijfde klasse te degraderen. In 1998 kon de club terug naar de vierde klasse promoveren en opnieuw drie seizoenen later terug naar de Série A3. In 2003 kwam de club dicht bij promotie naar de Série A2, maar verloor in de halve finale van Taubaté. Het volgende jaar bereikte de club de finale, die ze wonnen van Mirassol en promoveerde. Na een middelmatig eerste seizoen bereikte de club in 2006 de finale om de titel, die ze verloren van Grêmio Barueri, waardoor ze voor het eerst promoveren naar de hoogste klasse. 
Daar kon de club de degradatie net vermijden. Het was echter uitstel van executie en in 2008 degradeerde de club. Dankzij een vierde plaats in de Série A2 keerden ze meteen terug, maar opnieuw kon de club het behoud niet verzekeren. Het volgende seizoen kwam er zelfs een tweede degradatie op rij. Na een plaats in de middenmoot kwalificeerde de club zich in 2013 en 2014 voor de eindronde, maar kon geen promotie afdwingen. Nadat de club zich in 2015 weer niet plaatste konden ze in 2016 de titel veroveren. Bij de terugkeer in de Série A2 eindigden ze achtste.